# Lycée Honoré-d'Urfé
Le lycée Honoré-d'Urfé est un lycée d'enseignement général et technologique de la ville de Saint-Étienne, dans la Loire. Il est situé au 20 rue de la Jomayère, dans le quartier de Bellevue.
Il présente la particularité de proposer à ses lycéens, le passage de l'Abibac ; il est historiquement le deuxième lycée de l'académie de Lyon, à proposer cette possibilité.

## Présentation
Le lycée Honoré d'Urfé comporte un lycée classique (de la Seconde à la Terminale), un internat ainsi qu'un réfectoire. Il se situe au cœur d'un parc de 12 hectares, au sud-ouest de Saint-Étienne. dans le quartier de la jomayére.
Il a été nommé en hommage à l'écrivain français Honoré d'Urfé ayant vécu dans la plaine du Forez aux XVIe siècle et XVIIe siècle. Il est l'auteur de L'Astrée, le premier roman-fleuve de la littérature française.

## Classement du lycée
En 2015, le lycée se classe 23e sur 31 au niveau départemental quant à la qualité d'enseignement, et 1530e au niveau national. Le classement s'établit sur trois critères : le taux de réussite au bac, la proportion d'élèves de première qui obtient le baccalauréat en ayant fait les deux dernières années de leur scolarité dans l'établissement, et la valeur ajoutée (calculée à partir de l'origine sociale des élèves, de leur âge et de leurs résultats au diplôme national du brevet).

## Historique
Le lycée Le Mont Michel-Rondet a précédé le lycée Honoré-d'Urfé. C'était un lycée professionnel. Il devient un lycée général et technologique lorsqu'il fusionne avec le lycée d'Alembert,.
Les bâtiments du lycée, dont la structure des façades est en bois plié, ont fait l'objet d'une refonte récente.

## Les formations du secondaire
Le lycée Honoré d'Urfé comporte des classes de : 
- seconde générale et technologique ;
- première générale et technologique (séries STMG, ST2S, STL, STD2A) ;
- terminale générale et technologique (séries STMG, ST2S, STL, STD2A).

## Les formations du supérieur
Le lycée propose plusieurs formations post-baccalauréat
- sept BTS ;
- un DTS ;
- une classe préparatoire à l'expertise comptable ;
- une mise à niveau en arts appliqués (MANAA)[12]. depuis la rentrée 2012-2013.

## Anciens professeurs
- Huguette Bouchardeau y enseigne la philosophie de 1961 à 1970[13].

- Michel Thiollière y a enseigné l'anglais de 1977 à 1994[14].

## Anciens élèves
- Dora Rivière (1895-1983), médecin et résistante pendant la Seconde Guerre mondiale, prépara son baccalauréat au lycée Honoré-d'Urfé, avant d'étudier la médecine à Lyon. En 2011, le titre de Juste parmi les nations lui fut décerné[15].
- Catherine Anne (née en 960), dramaturge, metteuse en scène et actrice, dirigea l'atelier théâtre du lycée Honoré-d'Urfé en prélude à sa carrière.